# Сангушко, Григорий Львович
Григо́рий Льво́вич Сангу́шко (Сангу́шко-Каши́рский) (ум. 1601) — западнорусский князь, государственный деятель Речи Посполитой, князь кошерский  (1571—1601), каштелян любачевский (1597—1598) и брацлавский (1598—1601). Потомок великого князя литовского Гедимина.

## Биография
Представитель коширско-несухоижской линии западнорусского княжеского рода Сангушко герба «Погоня». Единственный сын князя Льва Александровича Сангушко (ум. 1571) и Анны Николаевны Остик (ум. до 1584).
В детстве князь Григорий Сангушко остался без родителей и находился под опекой воеводы киевского, князя Константина Константиновича Острожского, который ещё в 1583 году наделил его отцовскими усадьбами — Горуховым, Марковичами, Старым Ставом, Подлесоким, Перемилем и Смолянами в Луцком повете.
В том же самом 1583 году князь Григорий Сангушко стал считаться владельцем имений Камень с селами Врокомля, Выдерт, Глушек, Ольбель, Полич. Также ему принадлежали Мезов с селами Божов, Щеремчин и Старый Кашир с сёлами Крубель, Красное, Дубы, Городелец во Владимирском повете.
Находился в судебном тяжбе со старостой озеринским, князем Друцким-Соколинским, в качестве держателя залога, и князем Григорием Львовичем Сангушко-Каширским, в качестве владельца, о дворце Виршиловском в Вильно. В 1584 году был издан декрет, который подтверждал права князя Григория Сангушко на Виршиловский дворец. По поводу этого же самого дворца Григорий Сангушко вёл тяжбу с Яном Космовским.
В 1591 году князь Григорий Сангушко подал жалобу на князя Януша Заславского, обвиняя его в наезде на Локацкий замок, аресте его двоюродного брата, князя Романа Сангушко, и изъятии разного имущества и документов. В 1592 году епископ Луцкий Кирилл Терлецкий обвинил князя Григория Сангушко в том, что отдав ему в залог села Врокомля и Мезов, он совершил наезд на них и нанес урон.

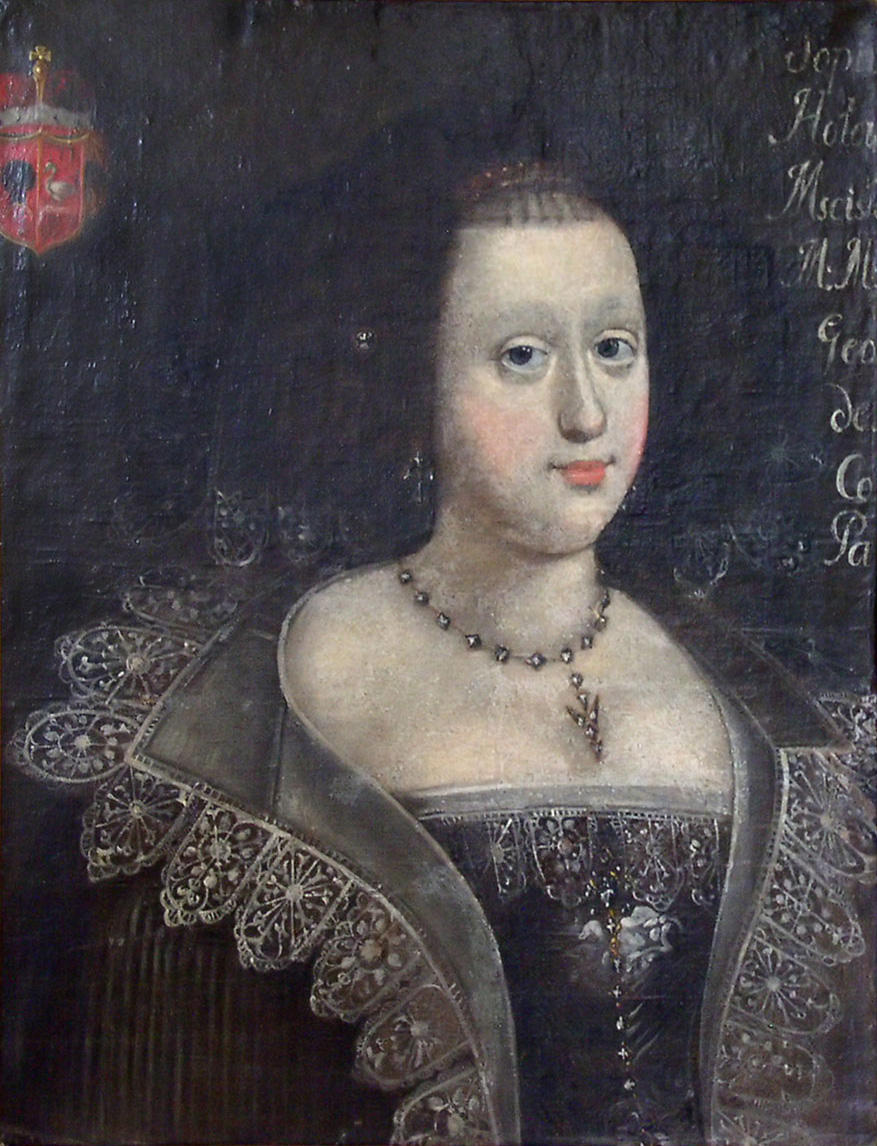
Софья Головчинская в 1602 году

Был женат на княжне Софии Ярославовне Головчинской (ум. 1605), дочери князя Ярослава Ярославовича Головчинской (ум. 1622), которая в 1593 году подарила ему своё приданое в сумме 14000 коп денег, обеспеченное усадьбами Каширскими и Горуховскими. В 1593 году супруги: Григория Сангушко и София Головчинская отдали в залог Шейналовичу имение Кашир с селами Кашир-Старый, Кругель, Краснодубье, Городелец, усадьбу Межов и села Божов и Черемшанка на 5 лет за 5000 польских злотых.
В 1595 году князь Григорий Львович Сангушко-Каширский уступил воеводе минскому Яну Абрамовичу права на имение Кобылинки в Ошмянском повете, которое досталась в наследство ему и Яну Григорьевичу Остику от их деда Григория Остика и его вдовы Анастасии Мстиславской, а потом перешло к князья Збаражским. Часть имений князей Любецких Григорий Сангушко уступил старосте трейданскому Петру Стабровскому, который продал их в 1596 году Льву Ивановичу Сапеге.
В 1597 году князь Григорий Сангушко-Каширский был назначен каштеляном любачевским. В том же году декретом трибунала имение Косово было разделено между князем Григорием Сангушко и старостой дрогицким Николаем Кишкой из Цехановца. В мае 1598 года Григорий Сангушко признал, что продал свою половину Косова за 3200 коп денег старосте трейданскому Петру Стабровскому. В июле 1598 году получил должность каштеляна брацлавского. В сентябре того же года князь Григорий Сангушко поменялся с воеводой виленским Кшиштофом Радзивиллом «Перуном» имениями: он отдал усадьбу Ованту и получил взамен имение Полонское.
В 1599 году в присутствии своего мужа Григория София Головчинская заложила Жеготам свою усадьбу Миховичи за 2000 злотых. В том же году князь Григорий Сангушко находился в Вильне на съезде граждан православного вероисповедания. В том же году, получив наследство от своего прадеда Яна Литовора Хрептовича, он доказал, что является сыном Анны Остик, внуком старосты кревского Николая Юрьевича Остика, правнуком Анны Хрептович (жены маршалка господарского Юрия Григорьевича Остика) и праправнуком Яна Литавора Хрептовича.
10 марта 1601 года князь Григорий Львович Сангушко-Каширский и его супруга София Головчинская даровали магдебургское право своему городку Горохову. В мае 1601 года князь Григорий Сангушко вместе с другими гражданами Волынской земли обязался защищать Львовское православное братство.
В августе 1601 года князь Григорий Сангушко-Каширский и его супруга София Головчинская отдали в залог города Горохов и Перемиль с сёлами. 20 сентября 1601 года князь Григорий Львович Сангушко, будучи больным и выезжая на лечение в Сандомир, написал в местечке Полонное завещание. Он распорядился, чтобы жена похоронила его по православному обряду в Горохове. София Головчинская получила под свою опеку сына Адама и дочерей Александру и Анну. Григорий Сангушко отписал своей жене села Полонное под Луцком, а также Городище, Горков, Боев, Оздор и Коршов. Также он отписал ей 30000 злотых вместе с имениями Зимно, Менчиц, Марков Став, Кропивщина и Горичово во Владимирском повете, взятые в залог от князя Юрия Михайловича Чарторыйского.
26 июня 1602 года завещание князя Григория Львовича Сангушко было представлено в суд Владимира-Волынского.
После смерти своего мужа София Головчинская в 1602/1603 году вторично вышла замуж за старосту львовского Станислава Бонифация Мнишека (ум. 1644) и приняла римско-католическую веру.

## Дети
- Адам Александр Сангушко (ок. 1590—1653), каштелян киевский (1619—1621), воевода подольский (1621—1630) и волынский (1630—1653), староста владимирский
- Александра Сангушко (1594—1625), вступила в 1613 году под именем Магдалены в бернардинский монастырь во Львове
- Анна Сангушко, жена Ежи Красинского, старосты долинского и хорунжего галицкого.